# Młodzieżowe Indywidualne Mistrzostwa Polski na Żużlu 1968
Młodzieżowe Indywidualne Mistrzostwa Polski na Żużlu 1968 – zawody żużlowe, mające na celu wyłonienie medalistów młodzieżowych indywidualnych mistrzostw Polski w sezonie 1968. Rozegrano dwa turnieje półfinałowe oraz finał, w którym zwyciężył Zdzisław Dobrucki.

## Finał
- Leszno, 15 września 1968

| Msc. | Zawodnik                | Klub        | Pkt   |             |  |
| ---- | ----------------------- | ----------- | ----- | ----------- |  |
| 1    | Zdzisław Dobrucki       | Leszno      | 15    | (3,3,3,3,3) |  |
| 2    | Zbigniew Jąder          | Leszno      | 12    | (3,2,3,1,3) |  |
| 3    | Zygfryd Friedek         | Opole       | 10 +3 | (3,3,2,2,w) |  |
| 4    | Marek Cieślak           | Częstochowa | 10 +2 | (1,2,3,2,2) |  |
| 5    | Stanisław Kasa          | Bydgoszcz   | 9     | (2,2,1,2,2) |  |
| 6    | Jerzy Szczakiel         | Opole       | 8     | (2,3,0,0,3) |  |
| 7    | Zygmunt Matjan          | Lublin      | 8     | (3,3,u,1,1) |  |
| 8    | Jerzy Dobrzański        | Bydgoszcz   | 7     | (2,w,1,3,1) |  |
| 9    | Antoni Masłowski        | Rybnik      | 7     | (1,d,2,2,2) |  |
| 10   | Benedykt Kosek          | Bydgoszcz   | 6     | (0,w,3,3,w) |  |
| 11   | Bogdan Szuluk           | Toruń       | 6     | (1,1,2,0,2) |  |
| 12   | Jerzy Gryt              | Rybnik      | 5     | (1,u,1,3,u) |  |
| 13   | Jerzy Łotocki           | Częstochowa | 5     | (0,2,2,1,0) |  |
| 14   | Antoni Fojcik           | Rybnik      | 4     | (u,1,d,0,3) |  |
| 15   | Stanisław Pacura        | Tarnów      | 2     | (2,0,d,0,0) |  |
| 16   | Jan Sulewski            | Gdańsk      | 1     | (d,1,0,–,–) |  |
|      | rez. Stanisław Kowalski | Toruń       | 2     | (1,1)       |  |